# Liste des députés européens de France de la 1re législature

Cet article présente la liste des députés européens de France élus lors des élections européennes de 1979 en France.

## Députés européens élus en 1979
| Nom                                                             | Parti | Parti                              | Groupe | Groupe |
| --------------------------------------------------------------- | ----- | ---------------------------------- | ------ | ------ |
| Gisèle Charzat                                                  |       | Parti socialiste                   |        | SOC    |
| Édith Cresson                                                   |       | Parti socialiste                   |        | SOC    |
| Jacques Delors                                                  |       | Parti socialiste                   |        | SOC    |
| Claude Estier                                                   |       | Parti socialiste                   |        | SOC    |
| Maurice Faure                                                   |       | Mouvement des radicaux de gauche   |        | SOC    |
| Yvette Fuillet                                                  |       | Parti socialiste                   |        | SOC    |
| Françoise Gaspard                                               |       | Parti socialiste                   |        | SOC    |
| Gérard Jaquet                                                   |       | Parti socialiste                   |        | SOC    |
| Charles Josselin                                                |       | Parti socialiste                   |        | SOC    |
| Charles-Émile Loo                                               |       | Parti socialiste                   |        | SOC    |
| Gilles Martinet                                                 |       | Parti socialiste                   |        | SOC    |
| Pierre Mauroy                                                   |       | Parti socialiste                   |        | SOC    |
| Jacques P. Moreau                                               |       | Parti socialiste                   |        | SOC    |
| Didier Motchane                                                 |       | Parti socialiste                   |        | SOC    |
| Jean Oehler                                                     |       | Parti socialiste                   |        | SOC    |
| Daniel Percheron                                                |       | Parti socialiste                   |        | SOC    |
| Edgard Pisani à partir du 24 octobre 1979 jusqu'au 25 mai 1981  |       | Parti socialiste                   |        | SOC    |
| Yvette Roudy                                                    |       | Parti socialiste                   |        | SOC    |
| Georges Sarre                                                   |       | Parti socialiste                   |        | SOC    |
| Roger-Gérard Schwartzenberg                                     |       | Mouvement des radicaux de gauche   |        | SOC    |
| Georges Sutra de Germa                                          |       | Parti socialiste                   |        | SOC    |
| Marie-Claude Vayssade                                           |       | Parti socialiste                   |        | SOC    |
| Gustave Ansart                                                  |       | Parti communiste français          |        | COM    |
| Louis Baillot                                                   |       | Parti communiste français          |        | COM    |
| Robert Chambeiron                                               |       | Union progressiste                 |        | COM    |
| Félix Damette                                                   |       | Parti communiste français          |        | COM    |
| Danielle de March-Ronco                                         |       | Parti communiste français          |        | COM    |
| Jacques Denis                                                   |       | Parti communiste français          |        | COM    |
| Guy Fernandez                                                   |       | Parti communiste français          |        | COM    |
| Georges Frischmann                                              |       | Parti communiste français          |        | COM    |
| Maxime Gremetz                                                  |       | Parti communiste français          |        | COM    |
| Jacqueline Hoffmann                                             |       | Parti communiste français          |        | COM    |
| Emmanuel Maffre-Baugé                                           |       | Parti communiste français          |        | COM    |
| Georges Marchais                                                |       | Parti communiste français          |        | COM    |
| Maurice Martin                                                  |       | Parti communiste français          |        | COM    |
| Sylvie Mayer                                                    |       | Parti communiste français          |        | COM    |
| René Piquet                                                     |       | Parti communiste français          |        | COM    |
| Henriette Poirier                                               |       | Parti communiste français          |        | COM    |
| Pierre Pranchère                                                |       | Parti communiste français          |        | COM    |
| Paul Vergès                                                     |       | Parti communiste réunionnais       |        | COM    |
| Francis Wurtz                                                   |       | Parti communiste français          |        | COM    |
| Vincent Ansquer                                                 |       | Rassemblement pour la République   |        | DEP    |
| Hubert Buchou                                                   |       | Rassemblement pour la République   |        | DEP    |
| Jacques Chirac                                                  |       | Rassemblement pour la République   |        | DEP    |
| Nicole Chouraqui                                                |       | Rassemblement pour la République   |        | DEP    |
| Michel Debré                                                    |       | Rassemblement pour la République   |        | DEP    |
| Gustave Deleau                                                  |       | Rassemblement pour la République   |        | DEP    |
| Marie-Madeleine Dienesch                                        |       | Rassemblement pour la République   |        | DEP    |
| Maurice Druon                                                   |       | Rassemblement pour la République   |        | DEP    |
| Alain Gillot                                                    |       | Rassemblement pour la République   |        | DEP    |
| Claude Labbé                                                    |       | Rassemblement pour la République   |        | DEP    |
| Christian de La Malène                                          |       | Rassemblement pour la République   |        | DEP    |
| Pierre Messmer                                                  |       | Rassemblement pour la République   |        | DEP    |
| Christian Poncelet                                              |       | Rassemblement pour la République   |        | DEP    |
| Eugène Remilly                                                  |       | Rassemblement pour la République   |        | DEP    |
| Louise Weiss                                                    |       | Rassemblement pour la République   |        | DEP    |
| Henri Caillavet à partir du 17 juillet 1979 jusqu'au 4 mai 1982 |       | Union pour la démocratie française |        | LD     |
| Corentin Calvez                                                 |       | Union pour la démocratie française |        | LD     |
| Francis Combe                                                   |       | Union pour la démocratie française |        | LD     |
| Charles Delatte                                                 |       | Union pour la démocratie française |        | LD     |
| Robert Delorozoy                                                |       | Union pour la démocratie française |        | LD     |
| Georges Donnez                                                  |       | Union pour la démocratie française |        | LD     |
| Edgar Faure                                                     |       | Union pour la démocratie française |        | LD     |
| Yves Galland                                                    |       | Union pour la démocratie française |        | LD     |
| Simone Martin                                                   |       | Union pour la démocratie française |        | LD     |
| Jean-François Pintat                                            |       | Union pour la démocratie française |        | LD     |
| Michel Poniatowski                                              |       | Union pour la démocratie française |        | LD     |
| Marie-Jane Pruvot                                               |       | Union pour la démocratie française |        | LD     |
| André Rossi                                                     |       | Union pour la démocratie française |        | LD     |
| Victor Sablé                                                    |       | Union pour la démocratie française |        | LD     |
| Christiane Scrivener                                            |       | Union pour la démocratie française |        | LD     |
| Simone Veil                                                     |       | Union pour la démocratie française |        | LD     |
| Pierre Baudis                                                   |       | Union pour la démocratie française |        | PPE-DE |
| Francisque Collomb                                              |       | Union pour la démocratie française |        | PPE-DE |
| Michel Debatisse jusqu'au 23 octobre 1979                       |       | Union pour la démocratie française |        | PPE-DE |
| André Diligent                                                  |       | Union pour la démocratie française |        | PPE-DE |
| Jean Lecanuet                                                   |       | Union pour la démocratie française |        | PPE-DE |
| Olivier d'Ormesson                                              |       | Union pour la démocratie française |        | PPE-DE |
| Louise Moreau                                                   |       | Union pour la démocratie française |        | PPE-DE |
| Pierre Pflimlin                                                 |       | Union pour la démocratie française |        | PPE-DE |
| Jean Seitlinger                                                 |       | Union pour la démocratie française |        | PPE-DE |
| Maurice-René Simonnet                                           |       | Union pour la démocratie française |        | PPE-DE |

## Entrants/Sortants
| Entrant                    | Parti | Parti                              | Groupe | Groupe | En remplacement de          | Date               |
| -------------------------- | ----- | ---------------------------------- | ------ | ------ | --------------------------- | ------------------ |
| Roger Fajardie             |       | Parti socialiste                   |        | SOC    | Édith Cresson               | 17 juin 1981       |
| Raymond Forni              |       | Parti socialiste                   |        | SOC    | Jacques Delors              | 10 septembre 1981  |
| Marie-Jacqueline Desouches |       | Parti socialiste                   |        | SOC    | Raymond Forni               | 11 septembre 1981  |
| Alain Bombard              |       | Parti socialiste                   |        | SOC    | Claude Estier               | 1er septembre 1981 |
| Henri Saby                 |       | Parti socialiste                   |        | SOC    | Maurice Faure               | 17 juin 1981       |
| Nicolas Alfonsi            |       | Mouvement des radicaux de gauche   |        | SOC    | Françoise Gaspard           | 1er septembre 1981 |
| Yvonne Théobald-Paoli      |       | Parti socialiste                   |        | SOC    | Charles Josselin            | 17 juin 1981       |
| Bernard Thareau            |       | Parti socialiste                   |        | SOC    | Edgard Pisani               | 17 juin 1981       |
| Pierre Bernard             |       | Parti socialiste                   |        | SOC    | Roger-Gérard Schwartzenberg | 25 mars 1983       |
| Nicole Péry                |       | Parti socialiste                   |        | SOC    | Georges Sarre               | 17 septembre 1981  |
| Gérard Fuchs               |       | Parti socialiste                   |        | SOC    | Yvette Roudy                | 17 juin 1981       |
| Roland Marchesin           |       | Parti socialiste                   |        | SOC    | Daniel Percheron            | 1er janvier 1984   |
| Paule Duport               |       | Parti socialiste                   |        | SOC    | Jean Oehler                 | 1er novembre 1981  |
| Louis Eyraud               |       | Parti socialiste                   |        | SOC    | Frédéric Jalton             | 15 septembre 1981  |
| Frédéric Jalton            |       | Parti socialiste                   |        | SOC    | Pierre Mauroy               | 7 mars 1980        |
| Pierre Lalumière           |       | Parti socialiste                   |        | SOC    | Gilles Martinet             | 23 novembre 1981   |
| Dominique Bucchini         |       | Parti communiste français          |        | COM    | Gustave Ansart              | 28 septembre 1981  |
| Henri Caillavet            |       | Mouvement des radicaux de gauche   |        | SOC    | Henri Caillavet             | 5 mai 1982         |
| Pierre-Bernard Cousté      |       | Rassemblement pour la République   |        | DEP    | Hubert Jean Buchou          | 13 octobre 1980    |
| Gérard Israël              |       | Rassemblement pour la République   |        | DEP    | Jacques Chirac              | 16 mai 1980        |
| François-Marie Geronimi    |       | Rassemblement pour la République   |        | DEP    | Nicole Chouraqui            | 17 octobre 1980    |
| Marie-Madeleine Fourcade   |       | Rassemblement pour la République   |        | DEP    | Michel Debré                | 13 octobre 1980    |
| Xavier Deniau              |       | Rassemblement pour la République   |        | DEP    | Marie-Madeleine Fourcade    | 18 septembre 1981  |
| Jacqueline Nebout          |       | Rassemblement pour la République   |        | DEP    | Xavier Deniau               | 25 avril 1983      |
| Jean de Lipkowski          |       | Rassemblement pour la République   |        | DEP    | Marie-Madeleine Dienesch    | 13 octobre 1980    |
| René Paulhan               |       | Rassemblement pour la République   |        | DEP    | Jean de Lipkowski           | 16 décembre 1981   |
| Marie-Claire Scamaroni     |       | Rassemblement pour la République   |        | DEP    | René Paulhan                | 11 mars 1983       |
| Gabriel Kaspereit          |       | Rassemblement pour la République   |        | DEP    | Hugues Tatilon              | 25 juillet 1983    |
| Hugues Tatilon             |       | Rassemblement pour la République   |        | DEP    | Louise Weiss                | 27 mai 1983        |
| Daniel Vié                 |       | Rassemblement pour la République   |        | DEP    | Christian Poncelet          | 13 octobre 1980    |
| Roger Gauthier             |       | Rassemblement pour la République   |        | DEP    | Michel Junot                | 13 janvier 1983    |
| Michel Junot               |       | Rassemblement pour la République   |        | DEP    | Maurice Doublet             | 19 juin 1981       |
| Maurice Doublet            |       | Rassemblement pour la République   |        | DEP    | Pierre Messmer              | 1er juillet 1980   |
| Hector Rolland             |       | Rassemblement pour la République   |        | DEP    | Jean Mouchel                | 1er octobre 1983   |
| Jean Mouchel               |       | Rassemblement pour la République   |        | DEP    | Jean-José Clément           | 16 février 1982    |
| Jean-José Clément          |       | Rassemblement pour la République   |        | DEP    | Claude Labbé                | 11 juillet 1980    |
| Hector Riviérez            |       | Rassemblement pour la République   |        | DEP    | Magdeleine Anglade          | 19 novembre 1983   |
| Magdeleine Anglade         |       | Rassemblement pour la République   |        | DEP    | Jean Méo                    | 6 octobre 1982     |
| Jean Méo                   |       | Rassemblement pour la République   |        | DEP    | André Turcat                | 18 septembre 1981  |
| André Turcat               |       | Rassemblement pour la République   |        | DEP    | Alain Gillot                | 13 octobre 1980    |
| André Bord                 |       | Rassemblement pour la République   |        | DEP    | André Fanton                | 19 avril 1982      |
| André Fanton               |       | Rassemblement pour la République   |        | DEP    | Maurice Druon               | 26 juin 1980       |
| Jean-Thomas Nordmann       |       | Union pour la démocratie française |        | LD     | Francis Combe               | 16 avril 1982      |